# Spielvereinigung Greuther Fürth 2006-2007
Questa voce raccoglie le informazioni riguardanti il Spielvereinigung Greuther Fürth nelle competizioni ufficiali della stagione 2006-2007.

## Stagione
Nella stagione 2006-2007 il Greuther Fürth, allenato da Benno Möhlmann, concluse il campionato di 2. Bundesliga al 5º posto. In Coppa di Germania il Greuther Fürth fu eliminato agli ottavi di finale dal Wolfsburg.

## Rosa
| N. |                       | Ruolo | Calciatore         |
| -- | --------------------- | ----- | ------------------ |
| 3  | Slovenia (bandiera)   | D     | Dejan Kelhar       |
| 4  | Croazia (bandiera)    | D     | Andre Mijatović    |
| 5  | Germania (bandiera)   | D     | Thomas Kleine      |
| 6  | Germania (bandiera)   | C     | Markus Karl        |
| 7  | Danimarca (bandiera)  | C     | Hans Andreasen     |
| 8  | Slovacchia (bandiera) | A     | Roland Števko      |
| 9  | Germania (bandiera)   | A     | Danny Fuchs        |
| 10 | Germania (bandiera)   | A     | Christian Timm     |
| 11 | Germania (bandiera)   | A     | Stefan Reisinger   |
| 13 | Germania (bandiera)   | C     | Martin Lanig       |
| 14 | Germania (bandiera)   | C     | Olivier Caillas    |
| 15 | Germania (bandiera)   | C     | Daniel Felgenhauer |

| N. |                                 | Ruolo | Calciatore        |
| -- | ------------------------------- | ----- | ----------------- |
| 16 | Germania (bandiera)             | C     | Juri Judt         |
| 17 | Filippine (bandiera)            | C     | Stephan Schröck   |
| 20 | Slovenia (bandiera)             | D     | Aleš Kokot        |
| 21 | Germania (bandiera)             | D     | Jan Mauersberger  |
| 22 | Costa d'Avorio (bandiera)       | P     | Stephan Loboué    |
| 23 | Germania (bandiera)             | C     | Daniel Adlung     |
| 25 | Bosnia ed Erzegovina (bandiera) | P     | Jasmin Fejzić     |
| 25 | Germania (bandiera)             | C     | Nicolai Müller    |
| 26 | Germania (bandiera)             | D     | Michael Krämer    |
| 28 | Germania (bandiera)             | A     | Mustafa Kučuković |
| 32 | Germania (bandiera)             | D     | Timo Achenbach    |
| 33 | Germania (bandiera)             | A     | Cidimar           |

## Organigramma societario
Area tecnica
- Allenatore: Benno Möhlmann
- Allenatore in seconda: Werner Dreßel
- Preparatore dei portieri: Günther Reichold
- Preparatori atletici:

## Calciomercato

### Sessione estiva
| Acquisti | Acquisti          | Acquisti      | Acquisti |
| R.       | Nome              | da            | Modalità |
| -------- | ----------------- | ------------- | -------- |
| A        | Mustafa Kučuković | Amburgo       |          |
| C        | Olivier Caillas   | Grenoble      |          |
| A        | Diego Viana       | Lustenau 07   |          |
| D        | Dejan Kelhar      | Celje         |          |
| C        | Martin Lanig      | Hoffenheim    |          |
| P        | Stephan Loboué    | Paderborn     |          |
| D        | Jan Mauersberger  | Bayern Monaco |          |
| A        | Stefan Reisinger  | Monaco 1860   |          |
| D        | Rogério           | Ipatinga      |          |
| A        | Roland Števko     | Ružomberok    |          |

| Cessioni | Cessioni         | Cessioni          | Cessioni |
| R.       | Nome             | da                | Modalità |
| -------- | ---------------- | ----------------- | -------- |
| D        | Rogério          | Ipatinga          |          |
| A        | Christian Eigler | Arminia Bielefeld |          |
| P        | Jasmin Fejzić    | Greuther Fürth II |          |
| C        | Benjamin Fuchs   | Wehen Wiesbaden   |          |
| C        | Roberto Hilbert  | Stoccarda         |          |
| P        | Sven Neuhaus     | Augusta           |          |
| D        | Frédéric Page    | Unterhaching      |          |
| C        | Mathias Surmann  | Osnabrück         |          |
| D        | Christian Weber  | Duisburg          |          |

### Sessione invernale
| Acquisti | Acquisti    | Acquisti | Acquisti |
| R.       | Nome        | da       | Modalità |
| -------- | ----------- | -------- | -------- |
| C        | Markus Karl | Amburgo  |          |

| Cessioni | Cessioni       | Cessioni          | Cessioni |
| R.       | Nome           | da                | Modalità |
| -------- | -------------- | ----------------- | -------- |
| A        | Torsten Oehrl  | Kickers Offenbach |          |
| C        | Barbaros Barut | Rot-Weiss Essen   |          |
| A        | Diego Viana    | Wiener SC         |          |

## Risultati

### 2. Bundesliga

#### Girone di andata
| Arbitro: | Wagner |

|               |           |                |
| Mijatović 69’ | Marcatori | 62’ Ziegenbein |

| Arbitro: | Schriever |

|            |           |  |
| Forkel 89’ | Marcatori |  |

| Arbitro: | Schößling |

|               |           |                                      |
| Mijatović 37’ | Marcatori | 5’ Kern 48’ Gledson 67’ Shapourzadeh |

| Arbitro: | Winkmann |

|  |           |                            |
|  | Marcatori | 6’, 68’ Timm 32’ Reisinger |

| Arbitro: | Drees |

|                               |           |                           |
| Pitroipa 40’ Mohamad 55’, 90’ | Marcatori | 41’, 44’ Fuchs 76’ Kleine |

| Arbitro: | Henschel |

|                                                |           |               |
| Kleine 18’ Mijatović 57’ Viana 86’ Caillas 90’ | Marcatori | 67’ Burkhardt |

| Arbitro: | Seemann |

|           |           |  |
| Costa 35’ | Marcatori |  |

| Arbitro: | Weiner |

|                                  |           |                                                                   |
| Kleine 11’ Fuchs 19’ Caillas 63’ | Marcatori | 50’, 90’ Idrissou 57’ Mokhtari 58’ (aut.) Mijatović 62’ Caligiuri |

| Arbitro: | Sahler |

|  |           |                     |
|  | Marcatori | 45’ Kleine 80’ Timm |

| Arbitro: | Kinhöfer |

|                            |           |  |
| Barut 64’ (rig.) Oehrl 89’ | Marcatori |  |

| Arbitro: | Frank |

|               |           |            |
| de Napoli 36’ | Marcatori | 90’ Kleine |

| Arbitro: | Kircher |

|                     |           |                      |
| Timm 18’ Adlung 54’ | Marcatori | 27’ Daham 55’ Hajnal |

| Paderborn 19 novembre 2006, ore 14:00 CET 13ª giornata | Paderborn  | 0 – 0 referto | Greuther Fürth | Hermann-Löns-Stadion (6 111 spett.)\| Arbitro: \| Stachowiak \| |
| Arbitro:                                               | Stachowiak |               |                |                                                                 |

| Arbitro: | Grudzinski |

|               |           |                          |
| Kučuković 73’ | Marcatori | 39’ Broich 70’ Novakovič |

| Arbitro: | Schmidt |

|              |           |  |
| Boskovic 86’ | Marcatori |  |

| Arbitro: | Welz |

|               |           |  |
| Mijatović 29’ | Marcatori |  |

| Arbitro: | Kempter |

|                            |           |  |
| Lanig 17’ (aut.) Freis 51’ | Marcatori |  |

#### Girone di ritorno
| Arbitro: | Kinhöfer |

|  |           |                               |
|  | Marcatori | 17’ Adlung 30’ Timm 58’ Fuchs |

| Arbitro: | Schößling |

|                          |           |  |
| Kleine 55’ Kučuković 62’ | Marcatori |  |

| Arbitro: | Walz |

|            |           |  |
| Hähnge 69’ | Marcatori |  |

| Arbitro: | Dingert |

|               |           |           |
| Timm 31’, 54’ | Marcatori | 89’ Curri |

| Fürth 19 febbraio 2007, ore 20:15 CET 22ª giornata | Greuther Fürth | 0 – 0 referto | Friburgo | Playmobil-Stadion (6 200 spett.)\| Arbitro: \| Rafati \| |
| Arbitro:                                           | Rafati         |               |          |                                                          |

| Arbitro: | Schmidt |

|                                     |           |                              |
| Burkhardt 51’ Krejčí 71’ Aigner 87’ | Marcatori | 36’, 80’ Fuchs 38’, 60’ Timm |

| Arbitro: | Lupp |

|                     |           |        |
| Timm 14’ Adlung 39’ | Marcatori | 3’ Luz |

| Arbitro: | Kempter |

|  |           |                    |
|  | Marcatori | 76’ Timm 86’ Fuchs |

| Arbitro: | Kuhl |

|                                      |           |  |
| Cidimar 54’ Achenbach 78’ Kleine 87’ | Marcatori |  |

| Arbitro: | Schriever |

|             |           |                     |
| Bungert 35’ | Marcatori | 8’ Kleine 87’ Lanig |

| Arbitro: | Schempershauwe |

|                      |           |  |
| Cidimar 52’ Timm 55’ | Marcatori |  |

| Arbitro: | Gagelmann |

|                                      |           |  |
| Riihilahti 19’ Opara 60’ Simpson 86’ | Marcatori |  |

| Arbitro: | Pickel |

|                                      |           |  |
| Cidimar 63’ Kleine 70’ Achenbach 78’ | Marcatori |  |

| Arbitro: | Welz |

|  |           |                           |
|  | Marcatori | 22’ Andreasen 80’ Cidimar |

| Arbitro: | Kempter |

|  |           |                      |
|  | Marcatori | 18’ Lorenz 70’ Özbek |

| Arbitro: | Weiner |

|                           |           |               |
| Rathgeber 7’ Gülselam 87’ | Marcatori | 23’ Reisinger |

| Arbitro: | Gräfe |

|             |           |                        |
| Cidimar 80’ | Marcatori | 64’, 66’, 89’ Federico |

### Coppa di Germania
| Arbitro: | Pickel |

|  |           |                             |
|  | Marcatori | 12’ (aut.) Beisel 70’ Fuchs |

| Arbitro: | Fischer |

|  |           |                           |
|  | Marcatori | 17’ Caillas 57’ Reisinger |

| Arbitro: | Drees |

|               |           |                                            |
| Reisinger 84’ | Marcatori | 16’ Krzynówek 56’ Klimowicz 90’ Hoogendorp |

## Statistiche

### Statistiche di squadra
| Competizione      | Punti | In casa | In casa | In casa | In casa | In casa | In casa | In trasferta | In trasferta | In trasferta | In trasferta | In trasferta | In trasferta | Totale | Totale | Totale | Totale | Totale | Totale | DR  |
| Competizione      | Punti | G       | V       | N       | P       | Gf      | Gs      | G            | V            | N            | P            | Gf           | Gs           | G      | V      | N      | P      | Gf     | Gs     | DR  |
| ----------------- | ----- | ------- | ------- | ------- | ------- | ------- | ------- | ------------ | ------------ | ------------ | ------------ | ------------ | ------------ | ------ | ------ | ------ | ------ | ------ | ------ | --- |
| 2. Bundesliga     | 54    | 17      | 9       | 3       | 5       | 30      | 21      | 17           | 7            | 3            | 7            | 23           | 19           | 34     | 16     | 6      | 12     | 53     | 40     | +13 |
| Coppa di Germania | -     | 1       | 0       | 0       | 1       | 1       | 3       | 2            | 2            | 0            | 0            | 4            | 0            | 3      | 2      | 0      | 1      | 5      | 3      | +2  |
| Totale            | 54    | 18      | 9       | 3       | 6       | 31      | 24      | 19           | 9            | 3            | 7            | 27           | 19           | 37     | 18     | 6      | 13     | 58     | 43     | +15 |

### Andamento in campionato
| Giornata  | 1 | 2  | 3  | 4  | 5  | 6 | 7 | 8  | 9 | 10 | 11 | 12 | 13 | 14 | 15 | 16 | 17 | 18 | 19 | 20 | 21 | 22 | 23 | 24 | 25 | 26 | 27 | 28 | 29 | 30 | 31 | 32 | 33 | 34 |
| --------- | - | -- | -- | -- | -- | - | - | -- | - | -- | -- | -- | -- | -- | -- | -- | -- | -- | -- | -- | -- | -- | -- | -- | -- | -- | -- | -- | -- | -- | -- | -- | -- | -- |
| Luogo     | C | T  | C  | T  | T  | C | T | C  | T | C  | T  | C  | T  | C  | T  | C  | T  | T  | C  | T  | C  | C  | T  | C  | T  | C  | T  | C  | T  | C  | T  | C  | T  | C  |
| Risultato | N | P  | P  | V  | N  | V | P | P  | V | V  | N  | N  | N  | P  | P  | V  | P  | V  | V  | P  | V  | N  | V  | V  | V  | V  | V  | V  | P  | V  | V  | P  | P  | P  |
| Posizione | 8 | 13 | 15 | 11 | 10 | 8 | 9 | 12 | 9 | 8  | 7  | 8  | 9  | 10 | 10 | 8  | 9  | 9  | 8  | 10 | 9  | 8  | 7  | 7  | 5  | 5  | 4  | 4  | 5  | 4  | 4  | 4  | 5  | 5  |

Legenda:

Luogo: C = Casa; T = Trasferta. Risultato: V = Vittoria; N = Pareggio; P = Sconfitta.

### Statistiche dei giocatori
| Giocatore       | 2. Bundesliga | 2. Bundesliga | 2. Bundesliga | 2. Bundesliga | Coppa di Germania | Coppa di Germania | Coppa di Germania | Coppa di Germania | Totale   | Totale | Totale      | Totale     |
| Giocatore       | Presenze      | Reti          | Ammonizioni   | Espulsioni    | Presenze          | Reti              | Ammonizioni       | Espulsioni        | Presenze | Reti   | Ammonizioni | Espulsioni |
| --------------- | ------------- | ------------- | ------------- | ------------- | ----------------- | ----------------- | ----------------- | ----------------- | -------- | ------ | ----------- | ---------- |
| T. Achenbach    | 27            | 2             | 1             | 0             | 2                 | 0                 | 0                 | 0                 | 29       | 2      | 1           | 0          |
| D. Adlung       | 29            | 3             | 4             | 0             | 2                 | 0                 | 0                 | 0                 | 31       | 3      | 4           | 0          |
| H. Andreasen    | 24            | 1             | 5             | 0             | 1                 | 0                 | 1                 | 0                 | 25       | 1      | 6           | 0          |
| B. Barut        | 4             | 1             | 0             | 0             | 2                 | 0                 | 1                 | 0                 | 6        | 1      | 1           | 0          |
| O. Caillas      | 23            | 2             | 4             | 0             | 3                 | 1                 | 0                 | 0                 | 26       | 3      | 4           | 0          |
| C. Cidimar      | 12            | 5             | 2             | 0             | 0                 | 0                 | 0                 | 0                 | 12       | 5      | 2           | 0          |
| J. Fejzić       | 0             | 0             | 0             | 0             | 0                 | 0                 | 0                 | 0                 | 0        | 0      | 0           | 0          |
| D. Felgenhauer  | 16            | 0             | 3             | 0             | 0                 | 0                 | 0                 | 0                 | 16       | 0      | 3           | 0          |
| D. Fuchs        | 32            | 7             | 5             | 0             | 3                 | 1                 | 0                 | 0                 | 35       | 8      | 5           | 0          |
| J. Judt         | 30            | 0             | 6             | 1             | 2                 | 0                 | 0                 | 0                 | 32       | 0      | 6           | 1          |
| M. Karl         | 5             | 0             | 0             | 0             | 0                 | 0                 | 0                 | 0                 | 5        | 0      | 0           | 0          |
| D. Kelhar       | 8             | 0             | 0             | 0             | 1                 | 0                 | 1                 | 0                 | 9        | 0      | 1           | 0          |
| T. Kleine       | 34            | 9             | 2             | 0             | 3                 | 0                 | 1                 | 0                 | 37       | 9      | 3           | 0          |
| A. Kokot        | 8             | 0             | 0             | 0             | 1                 | 0                 | 0                 | 0                 | 9        | 0      | 0           | 0          |
| M. Krämer       | 0             | 0             | 0             | 0             | 0                 | 0                 | 0                 | 0                 | 0        | 0      | 0           | 0          |
| M. Kučuković    | 21            | 2             | 5             | 0             | 2                 | 0                 | 0                 | 0                 | 23       | 2      | 5           | 0          |
| M. Lanig        | 26            | 1             | 3             | 0             | 3                 | 0                 | 1                 | 0                 | 29       | 1      | 4           | 0          |
| S. Loboué       | 19            | 0             | 1             | 0             | 0                 | 0                 | 0                 | 0                 | 19       | 0      | 1           | 0          |
| J. Mauersberger | 7             | 0             | 0             | 0             | 0                 | 0                 | 0                 | 0                 | 7        | 0      | 0           | 0          |
| B. Mavrič       | 16            | 0             | 0             | 1             | 3                 | 0                 | 0                 | 0                 | 19       | 0      | 0           | 1          |
| A. Mijatović    | 30            | 4             | 6             | 0             | 3                 | 0                 | 0                 | 0                 | 33       | 4      | 6           | 0          |
| N. Müller       | 2             | 0             | 0             | 0             | 0                 | 0                 | 0                 | 0                 | 2        | 0      | 0           | 0          |
| T. Oehrl        | 4             | 1             | 0             | 0             | 1                 | 0                 | 0                 | 0                 | 5        | 1      | 0           | 0          |
| S. Reisinger    | 28            | 2             | 3             | 0             | 3                 | 2                 | 0                 | 0                 | 31       | 4      | 3           | 0          |
| S. Schröck      | 26            | 0             | 4             | 0             | 3                 | 0                 | 0                 | 0                 | 29       | 0      | 4           | 0          |
| C. Timm         | 34            | 12            | 4             | 0             | 3                 | 0                 | 0                 | 0                 | 37       | 12     | 4           | 0          |
| D. Viana        | 7             | 1             | 0             | 0             | 1                 | 0                 | 0                 | 0                 | 8        | 1      | 0           | 0          |
| R. Števko       | 2             | 0             | 1             | 0             | 0                 | 0                 | 0                 | 0                 | 2        | 0      | 1           | 0          |